# Toshimasa Yoshioka
Toshimasa Yoshioka (jap. 吉岡稔真 Yoshioka Toshimasa; ur. 15 czerwca 1970 r. w Kitakyūshū) – japoński kolarz torowy, brązowy medalista mistrzostw świata.

## Kariera
Największym sukcesem w karierze Toshimasy Yoshioki jest zdobycie brązowego medalu w keirinie podczas mistrzostw świata w Hamar w 1993 roku. W wyścigu tym wyprzedzili go jedynie zwycięzca Gary Neiwand z Australii oraz Marty Nothstein ze Stanów Zjednoczonych. Był to jedyny medal jaki wywalczył na dużej imprezie międzynarodowej. Nigdy nie brał udziału w igrzyskach olimpijskich.